# 焦耳每摩尔
焦耳每莫爾（符號：J·mol−1 或 J/mol）是国际单位制中表征每一定量物质能量的推导单位。能量以焦耳为单位，材料的量以摩爾为单位。
以J·mol-1为单位的物理量包括：
- 汽化热（蒸发热）
- 熔解热
- 电离能
- 热容

当用于测量电离能，可以转化成电子伏特，通过
1 V = 1 J/库仑 = F J/莫爾电子 = (96485.38 ± 0.02) J/莫爾电子
其中F为法拉第常数。